# Československá hokejová liga
Československá hokejová liga byla nejvyšší hokejová klubová soutěž v Československu. Vítěz této ligy získával titul mistr Československa.

## Počátky československé hokejové ligy
Předchůdcem hokejové ligy bylo Mistrovství zemí Koruny české, konané před první světovou válkou. Československá hokejová liga vznikla v roce 1936 jako výsledek snahy vytvořit pravidelnou soutěž pro nejlepší hokejová mužstva v Československu.
Počátky hokejové ligy byly poznamenány řadou potíží: nehrálo se pravidelně, drtivá většina utkání byla odkázána na přírodní kluziště (jediný stadión s umělou ledovou plochou byl v Praze).
Soutěž často nebyla dohrána, jakmile bylo rozhodnuto o vítězi nebo sestupujících. O zisku titulu mistra Československa rozhodovalo zpočátku několik utkání, hrálo se pouze jednokolově systémem každý s každým. Toto rané období československé hokejové ligy trvalo do sezóny 1947/48.
Historie československé hokejové ligy byla přerušena v období druhé světové války, kdy se na území Protektorátu Čechy a Morava hrála Českomoravská liga a na území tzv. Slovenského státu Slovenská liga.

## Období rozšiřování ligy
V tomto období vzniklo v Československu mnoho nových zimních stadiónů, což vedlo k nárůstu počtu utkání v ligové soutěži - jednak samotným růstem počtu účastníků, ale i počtem vzájemných utkání mezi jednotlivými účastníky. Toto období končí sezónou 1959/60, kdy spolu naposledy účastníci hráli pouze dvoukolově. Počet účastníků byl však již tehdy poměrně stabilizovaný a vydržel s malými změnami i v dalších obdobích.

## Období zkvalitňování ligy
Další období se vyznačuje poměrně stabilním počtem účastníků - s výjimkou 8 ročníků od poloviny 60. let 20. století hraných s 10 účastníky se počet ustálil na 12. Počet odehraných zápasů se dále zvyšoval - od sezóny 1965/66 se hrálo čtyřkolově. V sezóně 1967/68 byla utkání na pokyn IIHF řízena třemi rozhodčími.
V tomto období se objevilo několik experimentů v herním systému soutěže. V sezónách 1970/71 a 1972/73 se poprvé v československé lize objevil systém play-off, byť se prozatím natrvalo neprosadil. V sezónách 1980/81 a 1981/82 se nehrálo na nerozhodné výsledky - utkání se v případě potřeby prodlužovalo o 10 minut s pravidlem tzv. náhlé smrti, případně se prováděla trestná střílení do konečného rozhodnutí.
V tomto období se hokejová liga stala základnou pro přípravu hráčů pro reprezentaci. Vlivem politického prostředí se cizinci v československé lize neobjevovali, stejně tak českoslovenští hráči v období hokejově nejproduktivnějšího věku nemohli odcházet do zahraničních soutěží. Odejít do zahraničí bylo povoleno za zvláštní zásluhy po dovršení věku 32 let, proto se v tomto období mnoho hokejistů rozhodlo pro emigraci.
Toto období lze ukončit sezónou 1984/85, kdy se naposledy hrálo bez play-off.

## Období s play-off
Od sezóny 1985/86 se po skončení dlouhodobé části hraje nejméně tříkolová play-off (s výjimkou sezóny 1990/91, kdy se hrála pouze dvoukolová). Samotný herní systém se do současnosti příliš nezměnil, od sezóny 1990/91 došlo k rozšíření soutěže na 14 mužstev, v sezóně 1991/92 byla mužstva rozdělena do dvou skupin, ale již v následujícím ročníku se soutěž vrátila k modelu jedné skupiny. Hokejová liga byla více poznamenána politickými změnami po roce 1989. S všeobecným uvolněním poměrů přišel masivní odliv především mladých hráčů do NHL i do jiných soutěží v západní Evropě, což mělo počátkem 90. let 20. století za následek přechodný pokles výkonnosti reprezentace na MS i jiných mezinárodních soutěžích.
Další politickou změnou, která se přímo promítla do hokejové ligy, byl zánik Československa v roce 1992. Od sezóny 1993/94 tak byly vytvořeny nové samostatné hokejové soutěže v České republice a ve Slovenské republice.

## Nižší soutěže
- v letech 1936–1953 kvalifikační turnaje vítězů regionálních soutěží
- Celostátní soutěž (1953–1956)
- 2. československá hokejová liga (1956–1969)
- 1. česká národní hokejová liga a 1. slovenská národní hokejová liga (obě 1969–1993)